# Sebastian Stoskopff
Sebastian Stoskopff, talvolta indicato anche con la grafia Stosskopf (Strasburgo, 13 luglio 1597 – Idstein, 10 febbraio 1657), è stato un pittore e disegnatore tedesco.

## Biografia
Nato a Strasburgo, studiò in Renania e in Fiandra, dove apprese il gusto per la precisione nella rappresentazione degli oggetti che lo portarono spesso a rasentare gli effetti del trompe-l'œil.
Fu autore di originali scene di genere, ritratti e soprattutto nature morte, generalmente riservati a una committenza elitaria: le sue composizioni, con chiaro accento simbolico, alludono alla precarietà delle cose terrene, sempre minacciate da una possibile e imminente rovina.
Le sue maggiori opere si trovano nei musei di Karlsruhe, Strasburgo e Vienna.